# Lanping

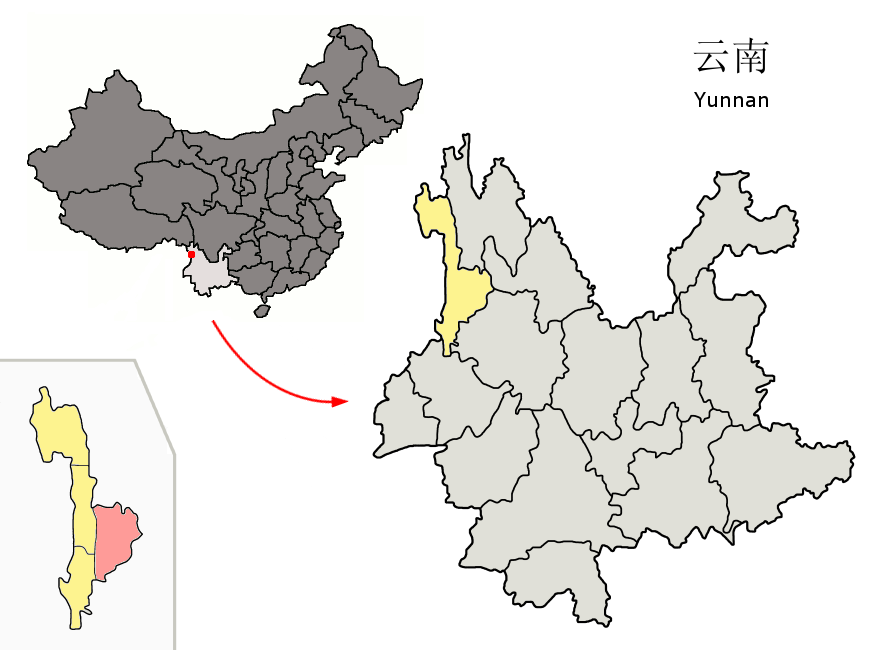
Lage des Kreises Lanping (rosa) im Autonomen Bezirk Nujiang (gelb)

Der Autonome Kreis Lanping der Bai und Primi (兰坪白族普米族自治县,  Lánpíng Báizú Pǔmǐzú Zìzhìxiàn), kurz: Kreis Lanping, ist ein autonomer Kreis der Bai und Primi (Pumi) im Nordwesten der chinesischen Provinz Yunnan. Er gehört zum Verwaltungsgebiet des Autonomen Bezirks Nujiang der Lisu. Sein Hauptort ist die Großgemeinde Jinding (金顶镇). Lanping hat eine Fläche von 4.368 km² und zählt 195.874 Einwohner (Stand: Zensus 2020).

## Administrative Gliederung
Auf Gemeindeebene setzt sich der autonome Kreis aus drei Großgemeinden und fünf Gemeinden zusammen. Diese sind:
- Großgemeinde Jinding (金顶镇)
- Großgemeinde Lajing (拉井镇)
- Großgemeinde Yingpan (营盘镇)

- Gemeinde Tu'e (兔峨乡)
- Gemeinde Tongdian (通甸乡)
- Gemeinde Hexi (河西乡)
- Gemeinde Shideng (石登乡)
- Gemeinde Zhongpai (中排乡)